# Placer County
Placer County är ett county i delstaten Kalifornien, USA. År 2010 hade countyt 348 432 invånare. Den administrativa huvudorten (county seat) är Auburn.

## Geografi
Enligt United States Census Bureau har countyt en total area på 3 893 km². 3 636 km² av den arean är land och 254 km² är vatten.

### Angränsande countyn
- El Dorado County, Kalifornien - syd
- Sacramento County, Kalifornien- sydväst
- Sutter County, Kalifornien - väst
- Yuba County, Kalifornien - nordväst
- Nevada County, Kalifornien - nord
- Washoe County, Nevada - öst
- Carson City, Nevada - öst
- Douglas County, Nevada - sydost